# Tahirih
Tahirih (tiếng Ba Tư: طاهره Tahere "Người Thanh khiết"), còn được gọi là Qurratu l-ʿAyn (tiếng Ả Rập: قرة العين "Niềm An ủi của Mắt") đều là tiêu đề của Fatimah Baraghani (1814 hoặc 1817 – ngày 16–27 tháng 8 năm 1852), một nhà thơ và nhà thần học có uy tín của Báb giáo ở Iran. Cuộc sống, ảnh hưởng và sự thực hiện của cô làm cho cô trở thành một nhân vật quan trọng của tôn giáo đó. Con gái của Muhammad Salih Baraghani, cô được sinh ra trong một trong những gia đình nổi bật nhất trong thời đại của cô. Tahirih đã dẫn dắt một sự diễn giải triệt để mặc dù chia rẽ cộng đồng Babi, kết hợp chủ nghĩa cứu thế với Báb giáo.